# Markthalle VII

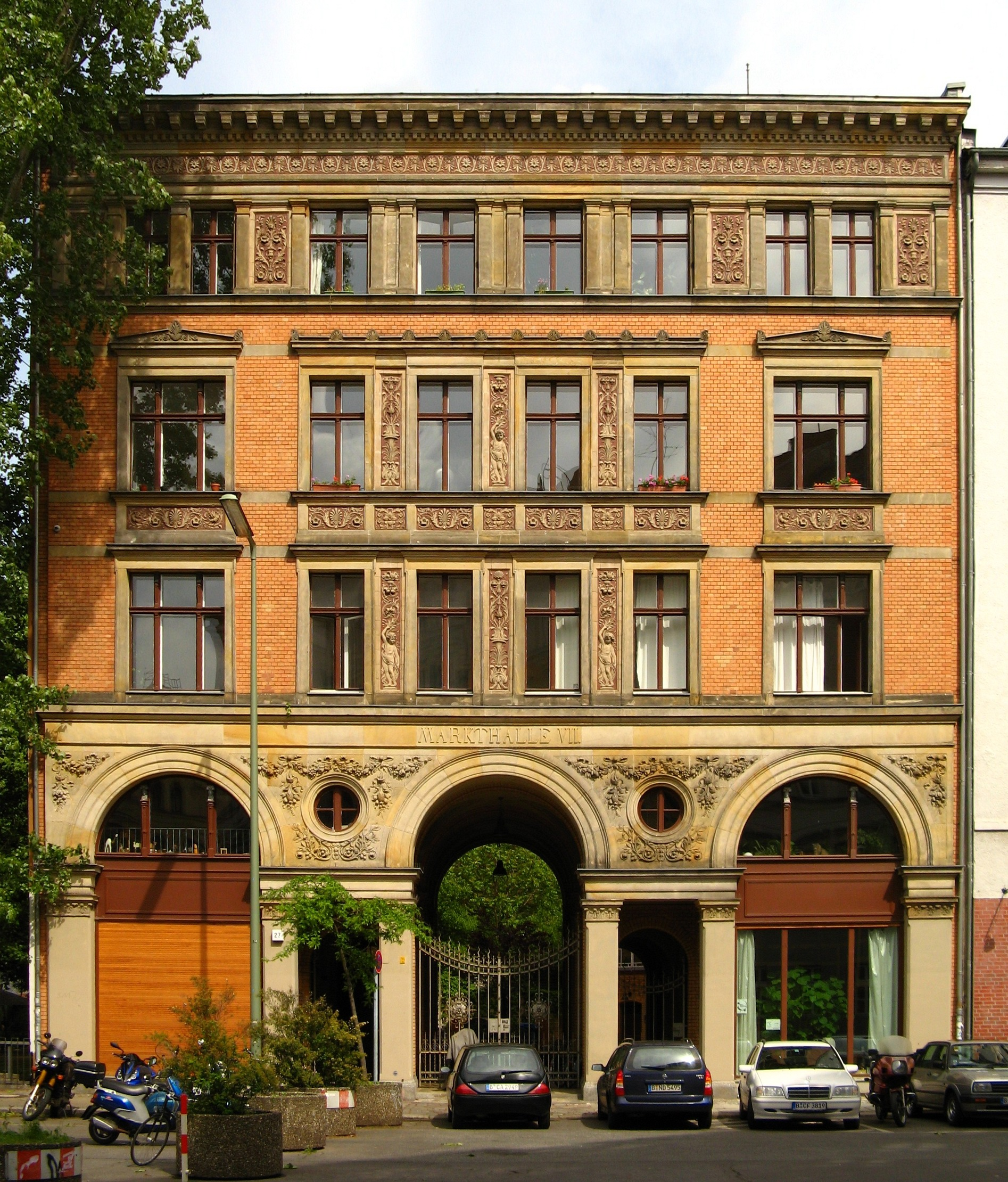
Fassade Dresdener Straße 27

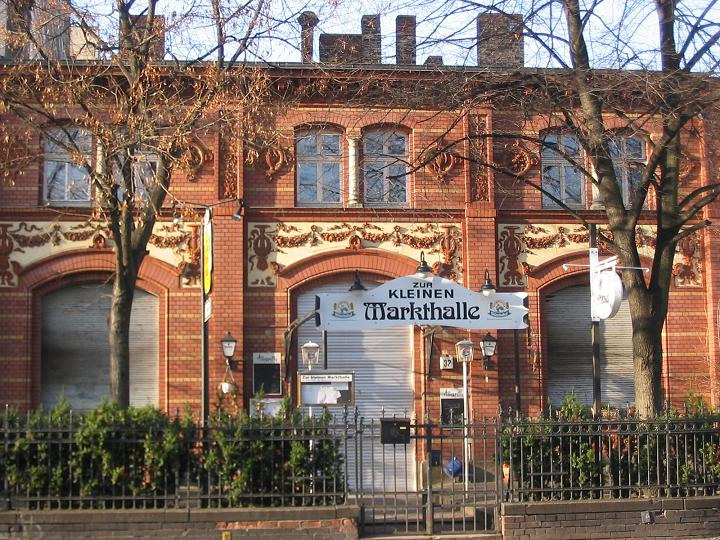
Legiendamm 32, Restaurant „Zur kleinen Markthalle“

Die Markthalle VII war einer von vierzehn überdachten Märkten im Netz der Berliner Markthallen. Diese wurden nach einem 1881 ergangenen Beschluss des Berliner Magistrats erbaut, um die als unhygienisch geltenden offenen Märkte abzulösen.
Die Halle VII wurde nach Plänen des Architekten und Stadtbaurates Hermann Blankenstein gebaut und am 23. Mai 1888 eröffnet. Das Bauwerk erstreckte sich nördlich vom Berlin-Kreuzberger Oranienplatz zwischen der Dresdener Straße 27, dem Luisenufer 15/16 (heute Legiendamm 30/32) und der Buckower Straße 15 (heute Waldemarstraße). Im Zweiten Weltkrieg weitgehend zerstört, existieren heute nur zwei denkmalgeschützte Teile in der Dresdener Straße 27 und am Legiendamm 32.
Die Fassade am Legiendamm/Waldemarstraße war durch jeweils acht Spitzgiebel mit großen darunterliegenden Rundbogenfenstern gegliedert.

## Gebäudeteile

### Dresdener Straße 27
Dieser seit 1947 als Wohnhaus genutzte Teil verfügt über die historische Backsteinverkleidung und das Stilelement Rundbogen. Das nicht mehr vorhandene Haupteingangsportal war gleichfalls durch einen Rundbogen gebildet, der von zwei Ecktürmen betont wurde. Die Fassade enthält über dem Portal die Inschrift Markthalle VII und zeigt eine Gliederung durch reichhaltige Ornamente und Friese.

### Luisenufer 16, Legiendamm 32
Das heute noch erhaltene, damals direkt mit der Markthalle verbundene, einstöckige Gebäude am Legiendamm beherbergte bis Ende März 2023 das Restaurant Zur kleinen Markthalle und bietet einen Blick auf die Grünanlage des ehemaligen Luisenstädtischen Kanals. Das Haus mit seiner reich verzierten Klinkerfassade war bereits bei der Anlage der Halle eine Gaststätte, in deren erster Etage Wohnraum für den Wirt und seine Angestellten bereitstand. Auf dem Hinterhof befand sich eine Schlächterei, die zur Gaststätte gehörte. Vom ursprünglichen Interieur sind das Tresenbüffet und das 1,50 Meter hohe Holzpaneel an den Wänden erhalten. Historische Fotos an den Wänden zeigen den Gesamtkomplex der Markthalle VII. Die ursprüngliche Adresse dieses Gebäudes war zum Zeitpunkt der Entstehung bis 1888 Louisen-Ufer 5, anschließend bis 1937 Luisenufer 16, dann Kösterdamm 32, und ist seit 1947 bis heute Legiendamm 32.